# Élections sénatoriales françaises de 1927
Les élections sénatoriales françaises de 1927 se déroulent le 9 janvier 1927 et ont pour but de renouveler la série C du Sénat.

## Résultats
La mosaïque politique se diversifie avec l'apparition de deux petits groupes parlementaires dont le groupe Socialiste qui remporte 14 sièges lors de cette élection et le groupe de l'Union Démocratique et Radicale (UDR) qui remporte 30 sièges.

### Sièges par groupe
|                        |                                                                           |                |               |  |  |  |
| Groupes parlementaires | Groupes parlementaires                                                    | Sièges obtenus | Sièges totaux |  |  |  |
|                        | Groupe socialiste (GS)                                                    |                | 14            |  |  |  |
|                        | Groupe de la Gauche Démocratique, Radicale et Radicale-Socialiste (GDRRS) |                | 146           |  |  |  |
|                        | Groupe Union démocratique et radicale (GUDR)                              |                | 30            |  |  |  |
|                        | Groupe de l'Union Républicaine (UR)                                       |                | 84            |  |  |  |
|                        | Groupe de Gauche Républicaine (GR)                                        |                | 22            |  |  |  |
|                        | Groupe de la Droite (DR)                                                  |                | 10            |  |  |  |
|                        | Indépendants ou Non-inscrits                                              |                | 8             |  |  |  |
|                        |                                                                           |                |               |  |  |  |
| Total                  | Total                                                                     | 314            | 314           |  |  |  |